# Nasioi
Le nasioi ou naasioi est une langue papoue parlée en Papouasie-Nouvelle-Guinée, dans la province de Bougainville.

## Classification
Le nasioi fait partie des langues nasioi qui sont rattachées à la famille des langues  bougainville du Sud.

## Phonologie
Les tableaux présentent les voyelles et les consonnes du nasioi.

### Voyelles
|         | Antérieure | Centrale | Postérieure |
| ------- | ---------- | -------- | ----------- |
| Fermée  | i [i]      |          | u [u]       |
| Moyenne | e [e]      |          | o [o]       |
| Ouverte |            | a [a]    |             |

### Consonnes
|            | Labiales | Alvéolaires | Latérales | Vélaires | Glottales |
| ---------- | -------- | ----------- | --------- | -------- | --------- |
| Occlusives | Sourde   | p [p]       | t [t]     | k [k]    | ʔ [ʔ]     |
| Occlusives | Sonore   | b [b]       | d [d]     |          |           |
| Nasale     | Nasale   | m [m]       | n [n]     | ŋ [ŋ]    |           |

### Allophones
Le système consonantique du nasioi est très réduit mais comprend des allophones. [t], devant [i], est [s]. [b] et [d] ont des allophones [β] et [r].